# San Ponziano (diaconia)
San Ponziano (in latino: Diaconia Sancti Pontiani) è una diaconia istituita da papa Benedetto XVI con la bolla Purpuratis Patribus del 24 novembre 2007.
La chiesa su cui insiste la diaconia si trova nel 4º municipio di Roma.

## Titolari
- Urbano Navarrete, S.I. (24 novembre 2007 - 22 novembre 2010 deceduto)
- Santos Abril y Castelló (18 febbraio 2012 - 4 marzo 2022); titolo pro hac vice dal 4 marzo 2022